# 四面体形分子构型
四面体形分子构型是指一分子中的中心原子和四個原子鍵結，四個原子形成四面體4個頂點的分子构型。若和中心原子鍵結的4個原子都是同一種原子（例如甲烷CH4），則其鍵角為cos−1(−1/3) ≈ 109.5°。週期表中有許多元素的化合物都是四面体形分子构型，理想分子有Td的對稱點群，但大部份四面体形构型分子的對稱性較低。四面体分子可能會具有手性。

## 舉例

### 主族元素化合物
四面体形构型的化合物包括所有飽和的有機化合物，大部份矽、鍺、錫的化合物也是四面体形構型。像四氧化氙（XeO4）、過氯酸離子（ClO4−）、硫酸根離子（SO42−）、磷酸根離子（PO43−）。三氟化硫氮SNF3也是四面体形构型，其中包括一個硫和氮組成的三鍵。

### 過渡金屬化合物
過渡金屬化合物中也有許多是四面体形构型，特別是中心金屬組態為d0或d10的金屬錯合物。例如像四(三苯基膦)鈀、四羰基镍和四氯化鈦。許多d軌域電子半滿的金屬錯合物也是四面体形构型，例如像鐵（II）、鈷（II）及鎳（II）的四鹵化物。

### 水的結構
液態水分子最常見的結構即為四面体形构型，氧原子和二個氫原子形成共價鍵．再用和其他水分子中的二個氫原子形成氫鍵。由於氫鍵的長度不固定，這類的水分子多半沒有對稱性，會和鄰近的四個氫原子形成暫時性的不規則四面體。

## 例外和變形
四面体形构型的反轉常出現在有機化合物及主族元素化合物中。瓦爾登翻轉是指手性中心碳原子發生的構型轉換。若將氨也視為四面体形构型（考慮其孤對電子），氨的氮反转中也有出現平面三角形分子构型的過渡態。

### 反轉的四面体构型
分子的幾何限制會使得理想的四面体构型有明顯的變形。有些化合物中有「反轉碳」（inverted carbon），其碳原子是四方锥形分子构型。
有機化合物中有反轉碳構型的包括有螺槳烷，其中最簡單的是[1.1.1]螺槳烷，及嘧啶，這類分子有較高的角張力能，因此活性較強。

### 平面化
若碳的四面体构型中，其中二個鍵的鍵角被拉大，甚至到四個鍵變成同一個平面的情形，這類的有機化合物稱為窗烷。

## 外部連結
- Examples of Tetrahedral molecules
- Animated Tetrahedral Visual（页面存档备份，存于）
- Elmhurst College
- Point group Symmetries
- 3D Chem（页面存档备份，存于） - Chemistry, Structures, and 3D Molecules
- IUMSC - Indiana University Molecular Structure Center]
- Molecular Modeling